# Annette O'Toole
Annette Toole (Houston (Texas), 1 april 1952) is een Amerikaanse actrice.
In de jaren 70 speelde ze vooral gastrollen in televisieseries, zoals in Gunsmoke, The Virginian, The Partridge Family, Hawaii Five-O, Bright Promise en Barnaby Jones.
Een bekende rol van O'Toole is die van Beverly Marsh in de telefilm Stephen King's IT. Ze was onder meer ook te zien in de films Superman III en 48 Hrs..
Een recente rol van haar is die van Martha Kent in de serie Smallville. Andere televisieseries waarin ze meespeelde waren The Huntress en Nash Bridges.
Sinds 20 maart 1999 is ze getrouwd met acteur Michael McKean. Tussen 8 april 1983 en 1993 was ze getrouwd met acteur Bill Geisslinger. Uit dat huwelijk werden twee dochters geboren, Nell en Anna.

## Filmografie
- This Is the Life Televisieserie - Debbie (Afl., Debbie, 1967)
- My Three Sons Televisieserie - Tina (Afl., The Chaperones, 1967)
- Dan August Televisieserie - Robbie Wagner (Afl., Love Is a Nickel Bag, 1970)
- The Virginian Televisieserie - Lark Walters (Afl., The Mysterious Mr. Tate, 1970)
- Gunsmoke Televisieserie - Edda Sprague (Afl., The Witness, 1970)
- Little Big Man (1970) - Voorbijganger (Niet op aftiteling)
- The Mod Squad Televisieserie - Lorrie (Afl., A Bummer for R.J., 1971)
- The Partridge Family Televisieserie - Carol (Afl., Partridge Up a Pair Tree, 1971)
- Hawaii Five-O Televisieserie - Sue Shem (Afl., And I Want Some Candy and a Gun That Shoots, 1971)
- Bright Promise Televisieserie - Zigeuner (1972)
- Search Televisieserie - Jenny Bain (Afl., The Twenty-four Carat Hit, 1973)
- The Rookies Televisieserie - Zwangere vrouw (Afl., Frozen Smoke, 1973)
- The Girl Most Likely to... (Televisiefilm, 1973) - Jenny
- The Rookies Televisieserie - Bankmedewerkster (Afl., Lots of Trees and a Running Stream, 1973)
- The F.B.I. Televisieserie - Brenda Porter (Afl., The Lost Man, 1974)
- Dirty Sally Televisieserie - George (Afl., My Fair Laddie, 1974)
- Police Woman Televisieserie - Donna Hess (Afl., Shoefly, 1974)
- S.W.A.T. Televisieserie - Rita Bonelli (Afl., The Killing Ground, 1975)
- Smile (1975) - Doria Houston (Miss Anaheim)
- Petrocelli Televisieserie - Tina (Afl., Terror on Wheels, 1975)
- The Entertainer (Televisiefilm, 1976) - Bambi Pasko
- Serpico Televisieserie - Heather (Afl., The Indian, 1976)
- Barnaby Jones Televisieserie - Cas Carter (Afl., Band of Evil, 1976)
- The War Between the Tates (Televisiefilm, 1977) - Wendy Geoghegan
- One on One (1977) - Janet Hays
- What Really Happened to the Class of '65? Televisieserie - Kathy Adams Miller (Afl., Everybody's Girl, 1977)
- The Tony Randall Show Televisieserie - Melissa (Afl., Case: May vs. December, 1977|Dating Two Can Be Treacherous, 1978)
- King of the Gypsies (1978) - Sharon
- Ladies in Waiting (Televisiefilm, 1979) - Sandy
- Love for Rent (Televisiefilm, 1979) - Carol Martin
- Foolin' Around (1980) - Susan
- Vanities (Televisiefilm, 1981) - Kathy
- Stand by Your Man (Televisiefilm, 1981) - Tammy Wynette
- Cat People (1982) - Alice Perrin
- 48 Hrs. (1982) - Elaine
- Superman III (1983) - Lana Lang
- The Best Legs in the 8th Grade (Televisiefilm, 1984) - Rachel Blackstone
- Bridge to Terabithia (Televisiefilm, 1985) - Miss Edmunds
- Alfred Hitchcock Presents (Televisiefilm, 1985) - Stella (Segment 'An Unlocked Window')
- Copacabana (Televisiefilm, 1985) - Lola Lamar
- Strong Medicine (Televisiefilm, 1986) - Jessica Weitz
- Broken Vows (Televisiefilm, 1987) - Nana Marie 'Nim' Fitzpatrick
- Cross My Heart (1987) - Kathy
- Guts and Glory: The Rise and Fall of Oliver North (Televisiefilm, 1989) - Betsy North
- A Girl of the Limberlost (Televisiefilm, 1990) - Kate Comstock
- The Kennedys of Massachusetts (Mini-serie, 1990) - Rose Fitzgerald Kennedy
- Love at Large (1990) - Mrs. King
- It (Televisiefilm, 1990) - Beverly 'Bev/Bevvie' Marsh Rogan
- The Dreamer of Oz (Televisiefilm, 1990) - Maud Gage Baum
- Unpublished Letters (Televisiefilm, 1991) - Carol
- White Lie (Televisiefilm, 1991) - Helen Lester
- Jewels (Televisiefilm, 1992) - Sarah Thompson Whitfield
- Kiss of a Killer (Televisiefilm, 1993) - Kate Wilson
- Love Matters (Televisiefilm, 1993) - Julie
- A Mother's Revenge (Televisiefilm, 1993) - Ellen Wells
- Andre (1994) - Volwassen Toni Whitney
- On Hope (1994) - Hope
- Imaginary Crimes (1994) - Ginny Rucklehaus
- Lonesome Dove: The Series Televisieserie - Claudia Harrell (Afl., Traveller, 1995)
- My Brother's Keeper (Televisiefilm, 1995) - Joann Bradley
- The Outer Limits Televisieserie - Commander Lydia Manning (Afl., Dark Matters, 1995)
- Dream On Televisieserie - Bess Justin (Afl., Bess You Is Not My Woman Now, 1995)
- Dead by Sunset (Televisiefilm, 1995) - Cheryl Keeton Cunningham
- The Christmas Box (Televisiefilm, 1995) - Keri Evans
- The Man Next Door (Televisiefilm, 1996) - Annie Hodges
- Keeping the Promise (Televisiefilm, 1997) - Anne Hallowell
- Final Descent (Televisiefilm, 1997) - Connie Phipps
- Final Justice (Televisiefilm, 1998) - Gwen Saticoy
- Nash Bridges Televisieserie - Lisa Bridges (22 afl., 1996-1998)
- Boy Meets World Televisieserie - Rhiannon Lawrence (Afl., State of the Unions, 1999)
- Here on Earth (2000) - Jo Cavanaugh
- Law & Order Televisieserie - Valerie Grace (Afl., Mega, 2000)
- The Huntress Televisieserie - Dottie Thorson (29 afl., 2000-2001)
- Temptation (2003) - Nora Carver Huff
- Aquaman (Televisiefilm, 2006) - Atlanna (Stem)
- Smallville Televisieserie - Martha Kent (132 afl., 2001-2007)
- The Golden Door (2008) - Grace O'Shea
- Grey’s anatomy ( seizoen 9 - aflevering 18 )- Idle hands
- Virgin River (2019) - Hope McCrea (Netflix)
- The Punisher - Eliza Schultz (Netflix) (4 afl., 2019)

- Bibliothèque nationale de France: cb13985954d (data)
- Gemeinsame Normdatei: 172691079
- International Standard Name Identifier: 0000 0000 0881 1845
- Library of Congress Control Number: no96042197
- MusicBrainz: 2849abab-4e72-49bc-8def-66090a4eb90c
- Nationale Bibliotheek van Polen: a0000001684117
- Nederlandse Thesaurus van Auteursnamen: 106537342
- Système universitaire de documentation: 24316176X
- Virtual International Authority File: 205630
- WorldCat: E39PBJymBh64jV8pDWCwpQW4bd